# St. Nicolai (Bodenwerder)

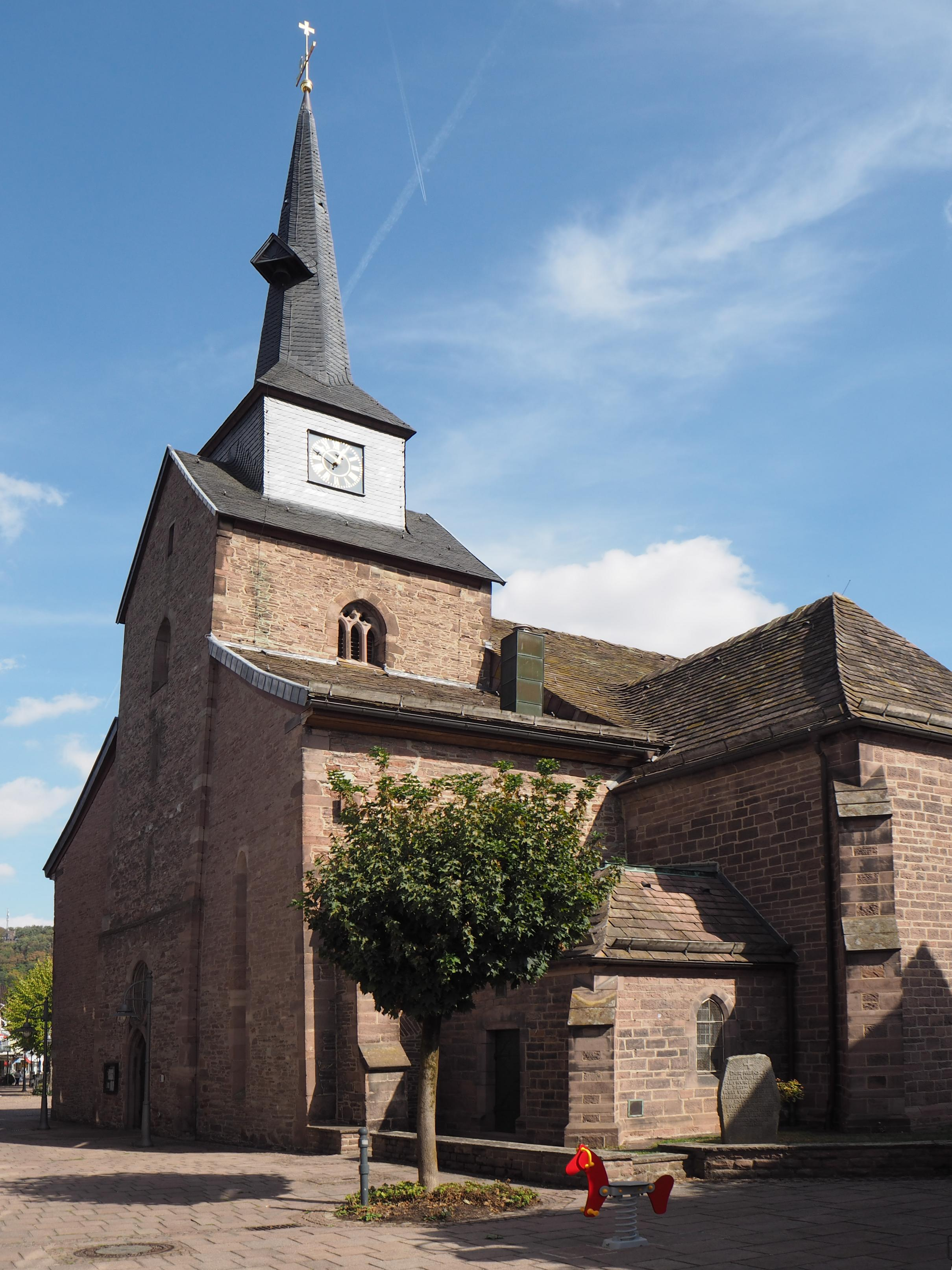
Stadtkirche St. Nicolai von Süden,
rechts der Südanbau von 1899/1900

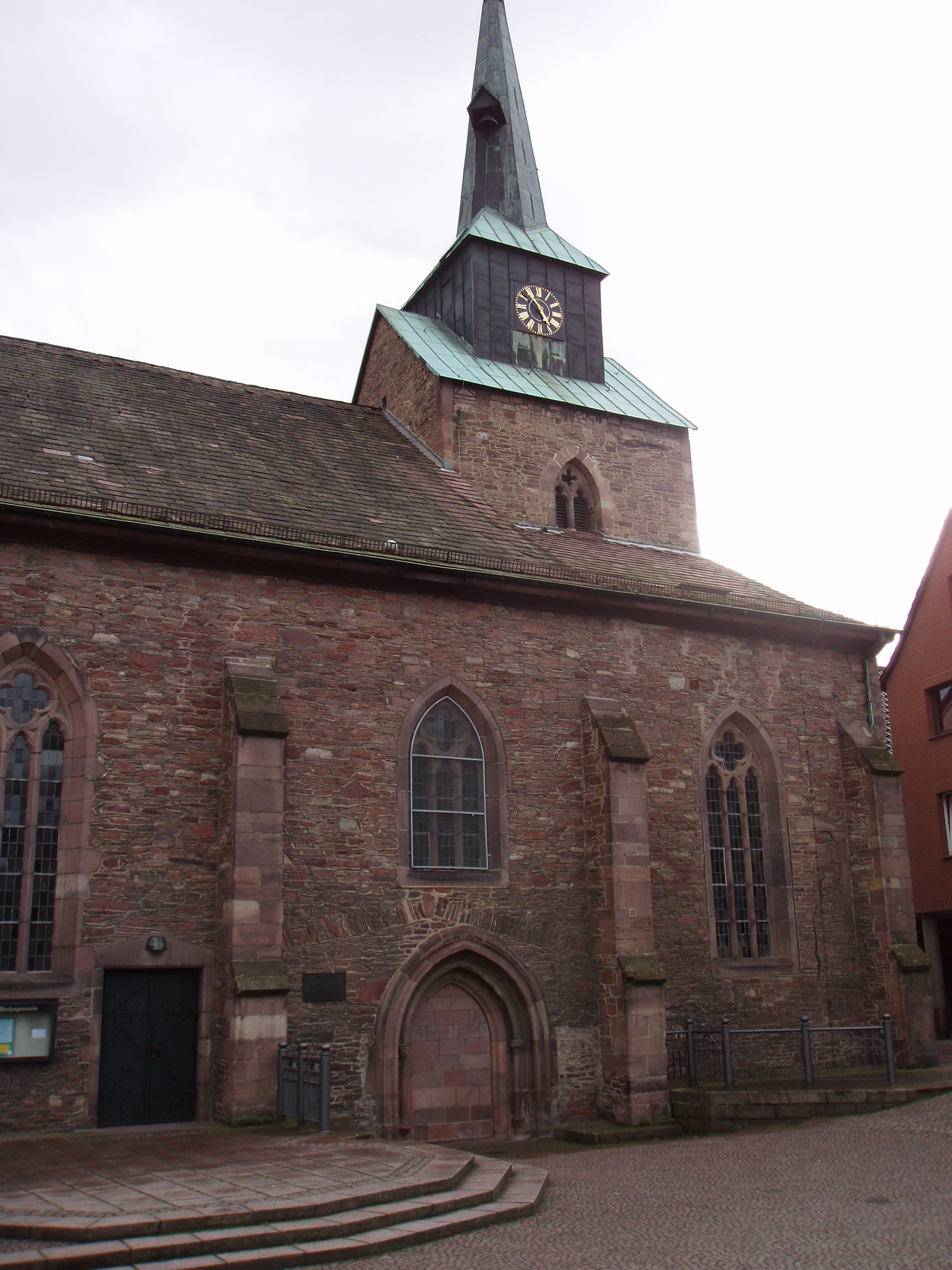
Stadtkirche St. Nicolai von Norden,
Marktplatzseite

Die evangelisch-lutherische Stadtkirche St. Nicolai ist eine dreischiffige gotische Hallenkirche in der niedersächsischen Kleinstadt Bodenwerder. Sie gehört zur ev.-luth. Kirchengemeinde Bodenwerder-Kemnade im Kirchenkreis Holzminden-Bodenwerder der Landeskirche Hannover.

## Lage und Bauform

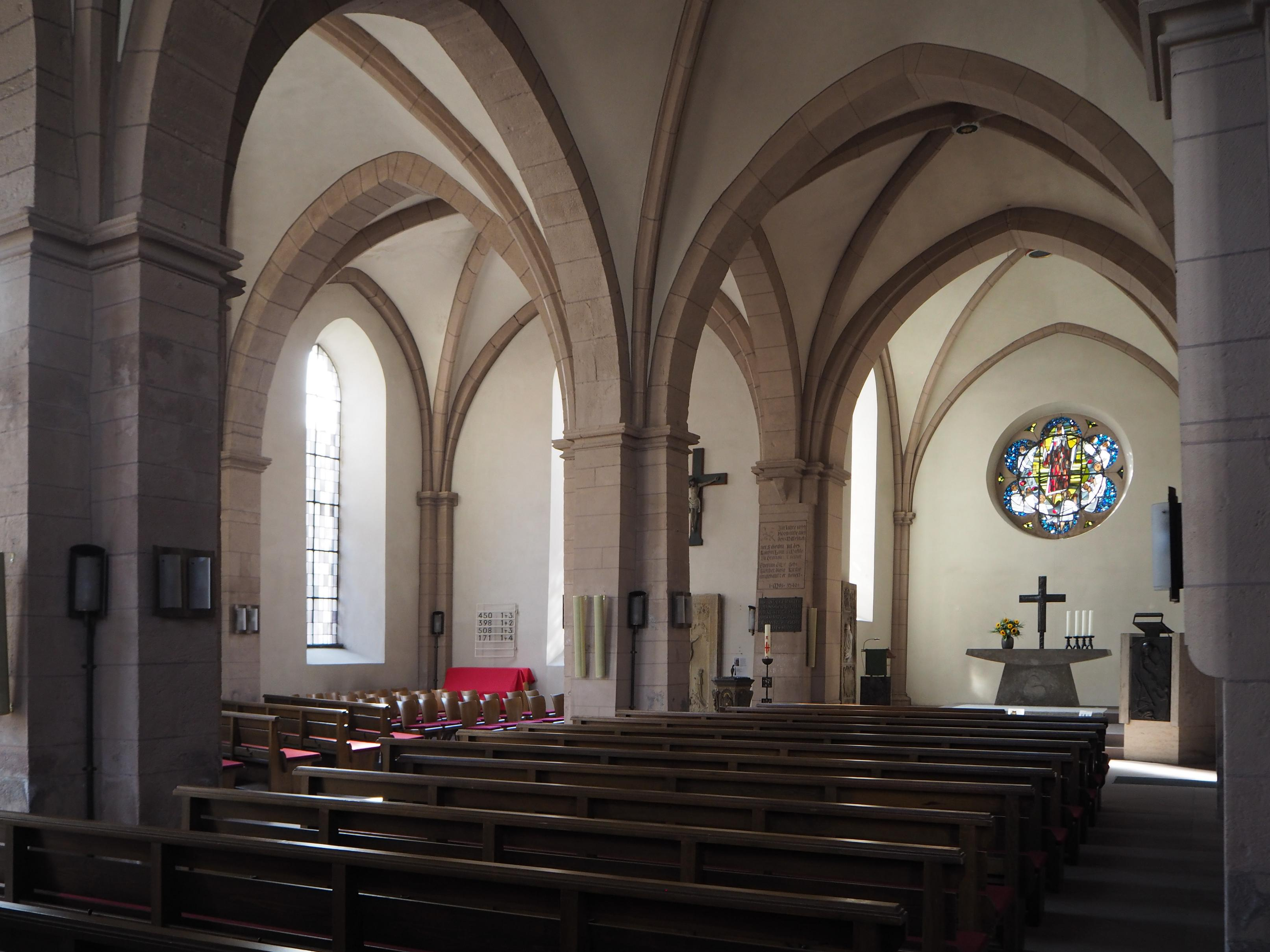
Innenraum nach Süden

Die denkmalgeschützte Kirche ist quer zum straßenartigen Marktplatz (Fußgängerzone) angelegt und schließt diesen nach Süden ab.
Als dreischiffige Hallenkirche mit drei Jochen ist sie auf fast quadratischem Grundriss errichtet. Das Mauerwerk besteht aus gebrochenem Rotsandstein, das Dach ist mit Sandsteinplatten gedeckt. Durch einen Anbau wurde die Bauform um 1900 verändert (s. u.). Über dem mittleren Westjoch steht der im 15. Jahrhundert erbaute Turm. Dieser schließt mit einem Satteldach ab, auf dem dachreiterartig eine Turmspitze aufsitzt.
Das Innere der Kirche ist eingewölbt. Das Kreuzrippengewölbe über Kreuzpfeilern ist noch romanischen Formen verhaftet. Der Boden wurde nach Überschwemmungen infolge von Hochwasser aufgehöht. Er lag ursprünglich 1,75 Meter niedriger als heute. Daher wirkt der Innenraum gedrungener als im Ursprungszustand.

## Geschichte
Für die Stadt Bodenwerder wird im Jahre 1245 eine Kapelle mit dem Patrozinium des Heiligen Nikolaus erwähnt.
Im 14. Jahrhundert stellte Egbert von Frenke ein Grundstück zum Bau einer Kirche mit Friedhof zur Verfügung, auf dem der heutige Kirchenbau entstand. Dieser übernahm das Patrozinium des Heiligen Nikolaus, die heute noch erhaltene Kapelle erhielt dafür das der Heiligen Gertrud.
Die Reformation kam mit Anton Corvinus nach Bodenwerder, der am 26. April 1543 den ersten evangelischen Gottesdienst hielt.
Da die Bewohnerzahl stetig wuchs, wurde 1899/1900 eine Vergrößerung der Kirche erforderlich. Dazu wurde am südlichen Seitenschiff ein neuer Altarraum angebaut sowie östlich davon eine Sakristei. Die Kirche bekam dadurch eine Nord-Süd-Ausrichtung mit Eingang im Norden und Altar im Süden, wodurch die ursprüngliche dreischiffige Ausrichtung nicht mehr zu erkennen ist.
Von 1960 bis 1962 wurde die Kirche modernisiert. Das Gestühl, die Emporen sowie die barocke Orgel wurden entfernt und die Kirche erhielt eine neue Einrichtung.

## Ausstattung

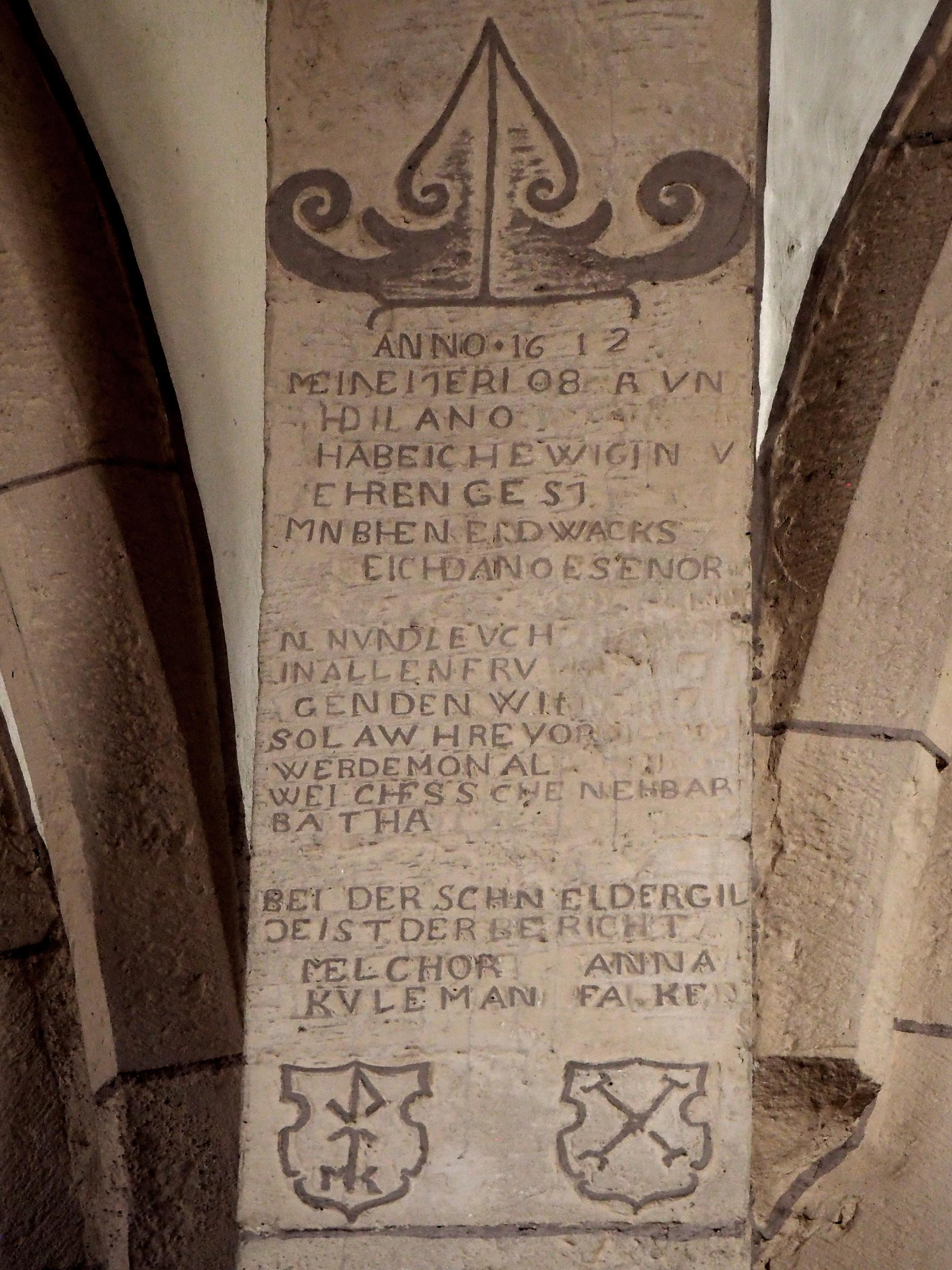
Inschrift der Schneidergilde am nördlichen Gurtbogen:
ANNO 1612 / MEINEM ERLÖSER UND HEILAND JESUS CHRIST / HAB ICH EWICH ZU EHREN GESTIFT / EIN BRENNEND WACKSLICHT AN DIESEN ORT / WELCHES SOL BRENNEN UND LEUCHTEN FORT / IN ALLEN(...) GEN DEN WINDT(...) / SOL AUCH BEVORDER(...) WENDEN ON ALLEN / INDE(S) WELCHES SICH EIN ERBAR RAD HADT VERPFLICHT / BEI DER SCHNEIDERGILDE IST DER BERICHT...

Mit der Umgestaltung in den sechziger Jahren erhielt die Kirche viele moderne Ausstattungsgegenstände, welche größtenteils durch Bruno Schmitz aus Kirchbrak geschaffen wurden.
Einige alte Gegenstände, darunter mehrere Grabplatten und Epitaphe, blieben aber erhalten. Am nördlichen Gurtbogen vom Mittelschiff ist eine Inschrift der Schneidergilde von 1612 erhalten.

### Epitaphe
Epitaphe vom Anfang des 17. Jahrhunderts ehren zwei Bodenwerder Bürgermeister und den Stadtschreiber Franz Just.

Abgebildet sind:
- das Epitaph des Bürgermeisters Antonius Bötticher und seiner Ehefrau Catharina Koppers von 1617
- das Epitaph des Bürgermeisters Hans Thumb und seiner Ehefrau Anna Wedemeier von 1619

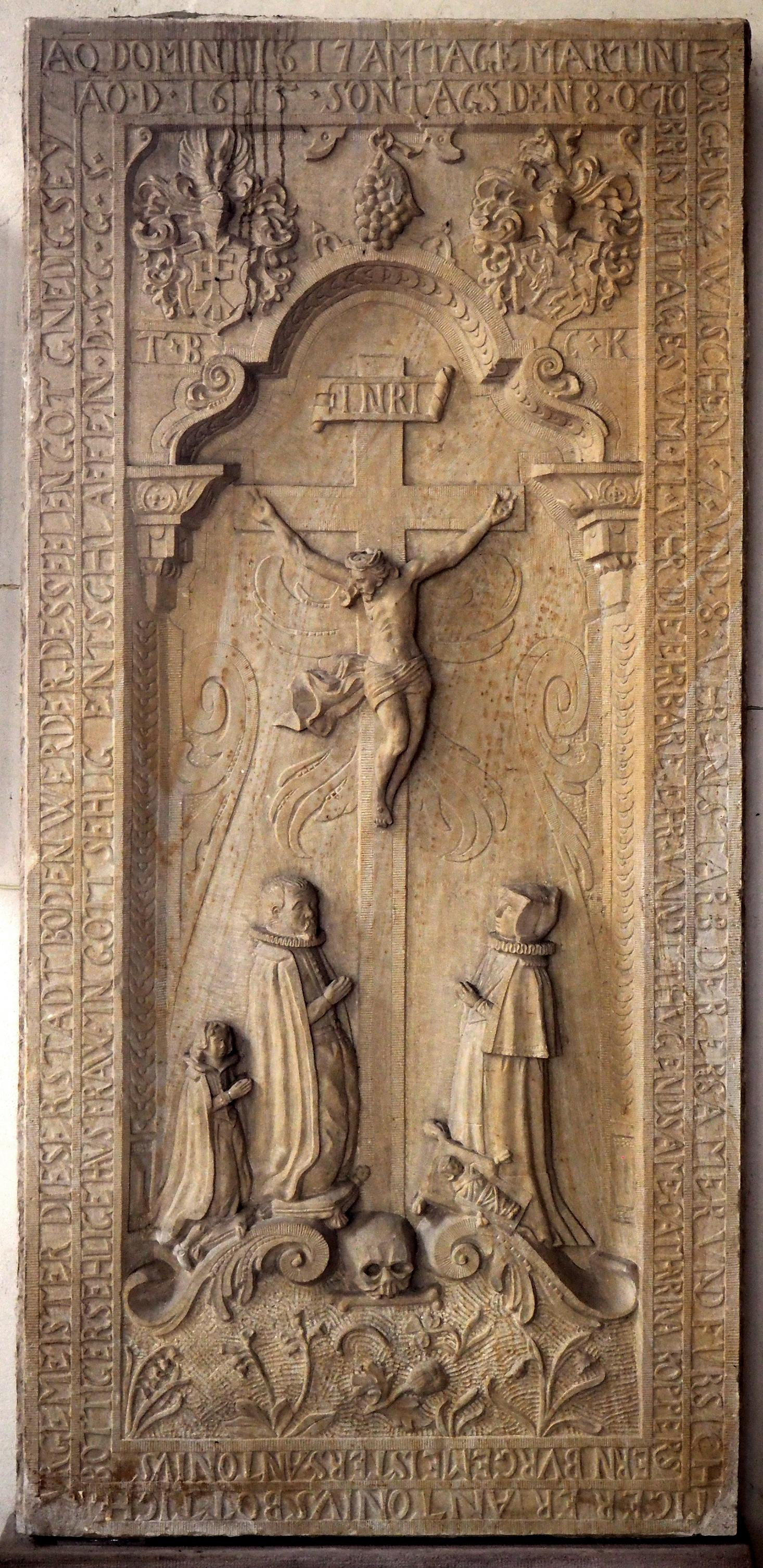
Epitaph Antonius Bötticher von 1617
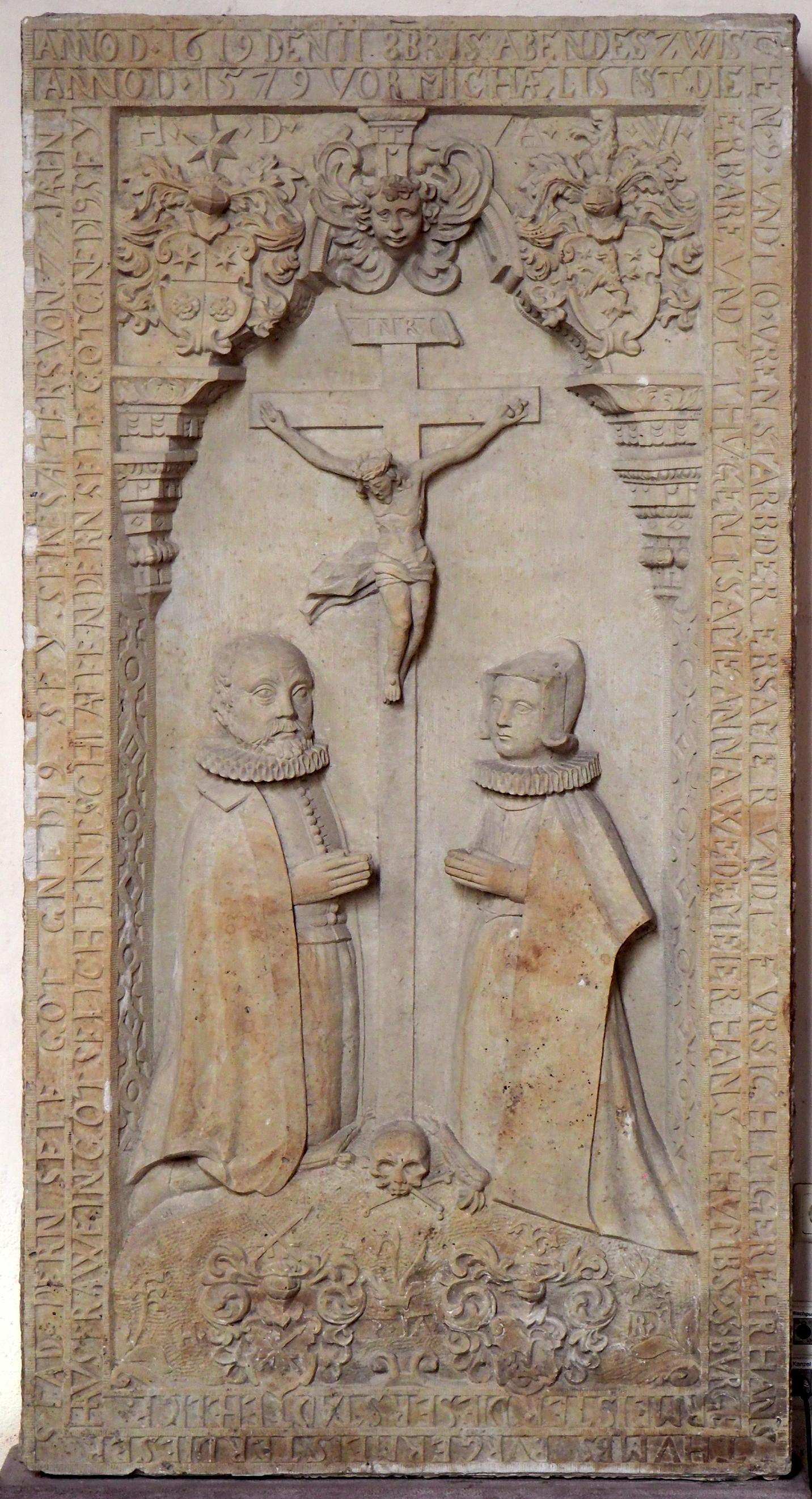
Epitaph Hans Thumb von 1619
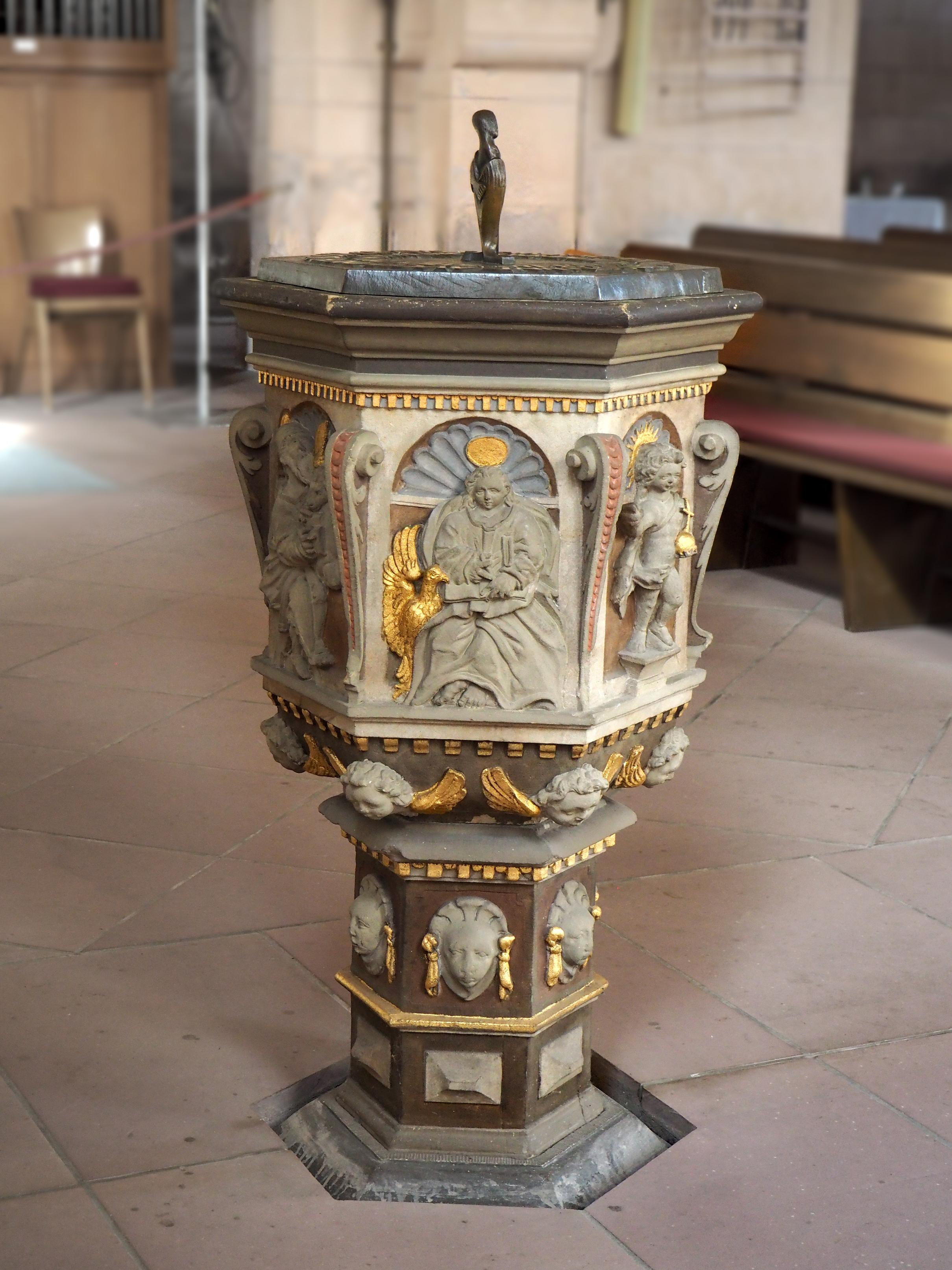
Taufstein von 1608, vorn der Evangelist Johannes mit Adler, rechts das Jesuskind

### Taufstein
Der Taufstein aus farbig gefasstem grauen Sandstein ist einer der ältesten Ausstattungsgegenstände. Er ist eine Steinmetzarbeit aus dem Jahr 1608, der Stilepoche der Renaissance. An den sechs Seiten sieht man das Jesuskind mit Weltkugel, den Heiland mit Weltkugel mit der Beischrift SALVATOR MUNDI (Erlöser der Welt) und die vier Evangelisten mit ihren Attributen.
Bruno Schmitz schuf für den Taufstein 1961 eine neue Schale mit Deckel aus Bronze. Auf dem Boden der Schale ist eine Taube zu sehen. Die Umschrift aus dem Buch Hiob lautet: Und auch dich lockt er aus dem Rachen der Angst in weiten Raum, da keine Bedrängnis mehr ist; dazu zeigt der Deckelknauf die Gestalt des Fisches, der Jona aus dem Rachen speit.

### Chorfenster
Das Chorfenster wurde vom Glasmaler Heinz Lilienthal in einer Bleirutenverglasung gestaltet. Es zeigt Christus mit seinen Jüngern beim letzten Abendmahl.

### Ott-Orgel
Die Orgel wurde 1966 durch Paul Ott gebaut. Sie hat zwei Manuale und Pedal mit insgesamt 24 Registern. 1989/90 wurde sie durch die Firma Gustav Steinmann (Vlotho) restauriert und am 14. Oktober 1990 wieder eingeweiht.

### Gedenksteine auf dem Kirchhof
Auf dem südlichen Kirchhof sind zwei Gedenksteine aus dem 15. Jahrhundert aufgestellt. Sie hatten ursprünglich jeweils einen anderen Standort, weisen aber stilistische Ähnlichkeiten auf. Die Steine tragen Inschriften in gotischer Minuskel.
- Der Gedenkstein für Dietrich Busel besteht aus rotem Sandstein. Er zeigt den Gekreuzigten. Davor kniend der Verstorbene, über ihm ein geschwungenes Spruchband mit der Inschrift  here erb(ar)me • di • over • mj • (Herr, erbarme dich über mich.)

Auf der Rahmenleiste steht umlaufend die Inschrift   anno • d(omi)n[i m]cccc • xxix • / an • deme • grone • donersdaghe /• [do slogen de van / h]amele • dot • diderike • bvsel   (Im Jahr des Herrn 1429 am Gründonnerstag schlugen die aus Hameln Dietrich Busel tot.)
- Der zweite Gedenkstein weist einen dreiteiligen Aufbau auf: ein rechteckiger Sockel, ein trapezförmiger Mittelteil und ein kreisrunder Oberteil. Im Mittelteil ist der Verstorbene kniend dargestellt, die runde Scheibe darüber zeigt die Kreuzigung Jesu mit Maria und Johannes. Die umlaufende, unvollständig erhaltene Inschrift lautet:  anno • d(omi)ni • m • cccc •xlv • obi[it] [...enbert](us) • seni[.]ed) [cui(us)] a(n)i(m)a req(ui)escat. (Im Jahr des Herrn 1445 starb ...enbert (...), dessen Seele ruhe.)